# موسى (فلم 1974)
موسى (بالإنجليزية: Moses the Lawgiver) فيلم درامي تلفزيوني بريطاني، انتج عام 1974 من إخراج جيانفرانكو دي بوسيو وبطولة إيرين باباس، برت لانكستر.

## روابط خارجية
- مقالات تستعمل روابط فنية بلا صلة مع ويكي بيانات